# 1987 في السويد
فيما يلي قوائم الأحداث التي وقعت خلال عام 1987 في السويد.

## أفلام
من الأفلام التي صدرت هذه السنة في السويد:
- 16 أكتوبر – ميو في الأراضي البعيدة من إخراج Vladimir Grammatikov [الإنجليزية]‏.
- 25 ديسمبر – بيل الفاتح من إخراج بيل أوقست.

## مواليد

### فبراير
- 12 فبراير – يوهان ياكوبسن لاعب كرة يد سويدي.
- 26 فبراير – جوهان سجوستراند لاعب كرة يد سويدي.

### مارس
- 2 مارس – جوناس جيريبكو لاعب كرة سلة سويدي.
- 23 مارس – كيم وال صحفية سويدية.

### أبريل
- 14 أبريل – إيدا أودين لاعبة كرة يد سويدية.
- 24 أبريل – ستيفان أولسون

### يونيو
- 2 يونيو – دارين زانيار مغني سويدي.
- 12 يونيو – ميلان بارجاكتاريفيك لاعب كرة قدم سويدي.

### يوليو
- 11 يوليو – توم ليدن
- 28 يوليو – دانييل يوهانسون لاعب كرة قدم سويدي.

### سبتمبر
- 15 سبتمبر – انطون أندرسون لاعب كرة قدم سويدي.

### أكتوبر
- 3 أكتوبر – جوانا آلم لاعبة كرة يد سويدية.
- 4 أكتوبر – راويز لاوان لاعب كرة قدم سويدي.
- 29 أكتوبر – توف لو

### يناير
- 25 يناير – سفين يندكفيست (مواليد 1903) لاعب كرة قدم سويدي.

### مايو
- 17 مايو – غونار ميردل (مواليد 1898) عالم اقتصاد سويدي.

### يوليو
- 21 يوليو – كورت بيرغستن (مواليد 1915) لاعب كرة قدم سويدي.

### سبتمبر
- 14 سبتمبر – إريك لوندبرغ (مواليد 1907) عالم اقتصاد سويدي.